# Nangewer
Nangewer is een bestuurslaag in het regentschap Purwakarta van de provincie West-Java, Indonesië. Nangewer telt 5892 inwoners (volkstelling 2010).